# 芒蛤
芒蛤（学名：Solemya pusilla）是芒蛤目芒蛤科芒蛤属的一种。

## 分佈
主要分布于日本、韩国、台湾，常栖息在水深约20－50米泥沙底。